# Andrew Eldritch
Andrew Eldritch, pseudonimo di Andrew William Harvey Taylor (15 maggio 1959), è un musicista britannico.
È il leader, cantante e autore dei testi del gruppo goth rock The Sisters of Mercy, di cui è l'unico membro fondatore rimasto.

## Biografia
Nato ad Ely (Kent) da due diplomatici inglesi, studia francese e tedesco ad Oxford per seguire le orme dei genitori, quindi il mandarino a Leeds, dove suona come batterista con diverse band locali prima di fondare i Sisters Of Mercy col chitarrista Gary Marx, fan come lui degli Stooges e dei Velvet Underground, ricoprendo stavolta il ruolo di cantante e programmando una drum machine battezzata Doktor Avalanche per potersi concentrare come vocalist. Prese lo pseudonimo Eldritch (in inglese arcaico "strambo, orribile") per non essere confuso con l'omonimo chitarrista dei Duran Duran. Ha vissuto la travagliata storia della band fino ad oggi.

## Stile musicale, scrittura e temi
Eldritch ha sempre distorto il suo baritono con un grande uso di bassi ed eco, creando un cantato "cavernoso" che è il suo marchio di fabbrica e combinandolo al crooning "anfetaminico" di uno dei suoi eroi musicali, Bob Dylan. Lo stile dei suoi testi è colto e letterario, con frequenti rimandi sibillini ad eterogenei autori quali Shakespeare, T. S. Eliot, Philip K. Dick o Leonard Cohen, con un singolare uso di epanalessi sovrapposte (la fine di un verso coincide con l'inizio del successivo). I temi spesso autobiografici delle liriche (per quanto oscuri, evocativi ed evanescenti) sono molto distanti da quelli del goth-rock, incentrati come sono sull'abuso di stupefacenti, sulla politica e sul sesso.
Il Goth-rock
I Sisters Of Mercy sono unanimemente considerati tra i padri fondatori del goth, ma Eldritch ha sempre preso le distanze dal genere, arrivando ad affermare "È deprimente vedere tanta gente, tutta seria, con dei vestiti schifosi anni '70 che indossammo per una settimana nell'84 perché, strafatti di droghe, ci sembrò divertente."

## Curiosità
- Il cappello da cow-boy indossato per anni gli fu donato da Jeffrey Lee Pierce dopo un concerto tenuto con The Gun Club. La bassista del gruppo Patricia Morrison partecipò agli album Sisterhood e Floodland.
- Oltre a tedesco e francese, Eldritch parla olandese, italiano, russo, serbo e latino, rimarcando di avere dimenticato, negli anni, il cinese.
- Eldritch è tifoso del Leeds United.